# Abax floridensis
Abax floridensis är en skalbaggsart som beskrevs av Thomas Say 1823. Abax floridensis ingår i släktet Abax och familjen jordlöpare. Inga underarter finns listade i Catalogue of Life.